# Любша (Опольське воєводство)
Любша (пол. Lubsza, нім. Leubusch) — село в Польщі, у гміні Любша Бжезького повіту Опольського воєводства.
Населення — 1483 особи (2011).

## Демографія
Демографічна структура станом на 31 березня 2011 року:
|          | Загалом | Допрацездатний вік | Працездатний вік | Постпрацездатний вік |
| -------- | ------- | ------------------ | ---------------- | -------------------- |
| Чоловіки | 719     | 161                | 498              | 60                   |
| Жінки    | 764     | 152                | 457              | 155                  |
| Разом    | 1483    | 313                | 955              | 215                  |